# Mick Gordon
Michael John Gordon, detto Mick (Mackay, 7 luglio 1985), è un compositore e produttore discografico australiano.

## Discografia

### Colonne sonore
- 2012 - A Day in Pompeii
- 2014 - Killer Instinct: Season One Soundtrack + Original Arcade Soundtrack
- 2014 - Wolfenstein: The New Order (Original Game Soundtrack)
- 2016 - Doom
- 2018 - Wolfenstein II: The New Colossus
- 2018 - Doom (vinile)
- 2023 - Atomic Heart (Original Game Soundtrack)

### Produzioni
- 2020 - Post Human: Survival Horror (Bring Me the Horizon)
- 2021 - Paralyze (3Teeth feat. Ho99o9)
- 2022 - In Stasis (Monuments)

### Collaborazioni
- 2022 - Scoring the End of the World (Motionless in White)

## Lavori su videogiochi (lista parziale)
- 2009 - Need for Speed: Shift
- 2010 - Real Racing 2
- 2011 - Shift 2: Unleashed
- 2011 - Need for Speed: The Run
- 2013 - Real Racing 3
- 2013 - Killer Instinct
- 2014 - Wolfenstein: The New Order
- 2015 - Wolfenstein: The Old Blood
- 2016 - Doom
- 2017 - Prey
- 2017 - LawBreakers
- 2017 - Wolfenstein II: The New Colossus
- 2019 - Borderlands 3
- 2020 - Doom Eternal
- 2023 - Atomic Heart

## Premi
- Game Developers' Association of Australia
  - 2006: "Best Audio"
- Game Audio Network Guild
  - 2012: "Best Audio, Other"
  - 2013: "Game Audio Network Guild"
- The Game Awards
  - 2016: "Best Music/Sound Design"
- SXSW Gaming Awards
  - 2017: "Excellence in Musical Score"
- D.I.C.E. Awards
  - 2017: "Outstanding Achievement in Original Music Composition"
- Steam Awards
  - 2020: "Best Soundtrack"